# 第十四号海防艦
第十四号海防艦（だいじゅうよんごうかいぼうかん）は、日本海軍の海防艦。第二号型海防艦（丁型）の7番艦。太平洋戦争を生き延び、戦後は復員輸送に従事。1947年に賠償艦として引き渡されてから1982年まで現役だった。

## 艦歴

### 計画-竣工-練成
マル戦計画の海防艦丁、第2701号艦型の7番艦、仮称艦名第2707号艦として計画。1943年10月5日、横須賀海軍工廠で仮称艦名第2701号艦、同第2702号艦、同第2703号艦、同第2706号艦、同第2708号艦と同時に起工。12月22日、第十四号海防艦と命名されて第二号型海防艦の7番艦に定められ、本籍を呉鎮守府と仮定。
1944年1月25日、第16号海防艦と同日に進水し、本籍を呉鎮守府に定められる。3月27日竣工し、艤装員事務所を撤去。役務を呉鎮守府警備海防艦に定められ、呉防備戦隊に編入。4月5日呉に到着し、その後は佐伯で基礎実力練成教育に従事。

### 1944年5月-9月 第一海上護衛隊
1944年5月5日、海上護衛総司令部第二海上護衛隊に編入。9日、呉鎮守府作戦指揮下に編入。軍隊区分海上護衛部隊に配置され、呉防備戦隊で20日まで訓練に従事。27日、第一海上護衛隊に編入。28日から6月1日まで、呉海軍工廠で舵機の修理を行う。
6月1日、門司へ回航。2日、モタ21船団を護衛して門司発。10日、高雄着。同日、引き続きモタ21船団を護衛して高雄発。13日、マニラ着。18日、ミ船団の一つのミ05船団（マニラ出港時28隻）を護衛してミリへ向けマニラ発。23日、ミリ着。27日、復航のミ06船団を護衛して内地へ向けミリ発。
7月2日、中継地のマニラに入港。4日、引き続きミ06船団を護衛してマニラ発。10日、中継地の高雄に入港。12日、引き続きミ06船団を護衛して門司へ向け高雄発。17日、門司着。24日、ミ13船団（18隻）を護衛してミリへ向け門司発。31日、中継地の高雄着。
8月4日、引き続きミ13船団を護衛して高雄発。8日、中継地のマニラに入港。11日、引き続きミ13船団を護衛してマニラ発。12日、ミ13船団は潜水艦の攻撃を受けたため、パラワン島に退避。14日、引き続きミ13船団を護衛してパラワン島発。18日、ミリ着。19日、ミシ07船団（8隻）を護衛してミリ発。21日、中継地のクチンに入港。本艦はクチンでミシ07船団から分離。24日、シミ09船団（4隻）を護衛してクチン発。25日、ミリ着。29日、ミ14船団（8隻）を護衛してミリ発。
9月1日、バングイで仮泊。2日、バングイ発。5日、中継地のマニラに入港。9日、引き続きミ14船団を護衛してマニラ発。途中サンフェルナンド、ラボック湾を経由して、18日高雄着。20日、引き続きミ14船団（高雄出港時5隻）を護衛して高雄発。途中泗礁山を経由し、29日門司着。門司到着後、本艦は佐世保に回航。30日から10月7日まで、佐世保海軍工廠で訓令工事を行う。

### 1944年10月-1945年2月 第十二海防隊
1944年10月8日、ミ23船団を護衛するため佐世保発。9日、三池着。船団はここで編成を行う。14日、船団は佐世保に回航。18日、ミ23船団を護衛して佐世保発。ミリへ向け航行中の20日、本艦は第十二海防隊に編入。24日、船団は潜水艦の攻撃により損害を出し、26日に厦門で仮泊。同日厦門を出て、27日馬公着。船団はマニラ-ミリへ直進せず、西へ大きく迂回する航路を採ることとなった。29日、第十二海防隊はミ23船団を護衛してサンジャックへ向け馬公を出港。11月4日、サンジャック着。
11月9日、シンガポールへ向けサンジャック発。12日、シンガポール着。ミ23船団はミリへ向かわずシンガポールで解散となった。本艦は13日から15日まで、シンガポールの第百一海軍工作部で発電機と探信儀の修理を行う。16日、第十二海防隊はサンジャックへ回航。18日、サンジャック着。20日、第十二海防隊はサマ14A船団（特務艦間宮）を護衛してマニラへ向けサンジャック発。マニラヘ向け航行中の25日、コレヒドール島西方で僚艦の第38号海防艦が被雷沈没。対潜掃蕩と救難を僚艦に任せ、本艦はサマ14A船団を護衛してマニラへ向かう。26日、マニラに到着したがすぐに出港し、第十二海防隊諸艦と合同で対潜掃蕩と第38号海防艦の救難に従事。27日、マニラに帰投。同日第十二海防隊司令海防艦に指定され、海防隊司令角町與平海軍中佐が本艦に乗艦。28日、高雄で編成中のタマ33船団と合同のため、第十二海防隊はマニラを出港。30日、高雄に入港し即日タマ33船団（2隻）を護衛して高雄発。12月2日、サンフェルナンド着
12月4日、第十二海防隊は高雄へ回航のためサンフェルナンド発。7日、高雄着。9日、第十二海防隊はタサ18船団（5隻）を護衛してサイゴンへ向け高雄発。18日、サイゴン着。20日サタ04船団（6隻）を護衛してサイゴン発。30日、目的地の高雄に対する空襲が予想されたため、船団は高雄入港を取りやめて基隆へ向かう。31日、基隆着。
1945年1月3日、第十二海防隊はタモ34船団（元サタ04船団）を護衛して内地へ向け基隆発。9日、門司着。同日第十二海防隊は全艦呉へ回航し、本艦は1月10日から18日まで、呉海軍工廠第三船渠に入渠し修理を行う。19日、門司へ回航し、モタ33船団の編成を待つ。20日、第十二海防隊に第132号海防艦が編入。22日、第十二海防隊はモタ33船団（8隻）を護衛して門司発。29日、陸軍徴傭船くらいど丸が被雷沈没したため、本艦と第16号海防艦は現場に残り乗員の救助と対潜掃蕩にあたる。30日、基隆着。31日、第十二海防隊はタモ39船団（5隻）を護衛して内地へ向け基隆発。2月8日六連着。
2月13日、第十二海防隊はモタ36船団（第一分団2隻）を護衛して六連発。18日、基隆着。22日、タモ44船団（3隻）を護衛して基隆発。28日、六連着。

### 1945年3月-8月 黄海-日本海
1945年3月1日、本艦は彦島へ回航し、同日から8日まで三菱重工業彦島船渠で入渠して修理を行う。8日、門司へ回航してヒ03船団の編成を待つが、16日には爾後のヒ船団の発航は全て取りやめとなり、第十二海防隊の諸艦は潜水艦撃滅を目的としたAS3作戦に参加することとなった。第十二海防隊は軍隊区分第二哨戒部隊に配され、本艦には第二哨戒部隊指揮官が乗組む。18日に六連を出撃。20日巨文島に到着し、以後同島を中心として5月下旬までAS3作戦に従事。
4月25日、第十二海防隊に久賀と稲木が編入。
5月18日、第十二海防隊司令海防艦を本艦から久賀へ変更。31日、第二哨戒部隊指揮官が退艦。
6月3日、第十二海防隊司令海防艦を久賀から本艦に変更。20日、本艦はセタ03船団（3隻）を護衛して大連へ向け青島発。22日、大連着。25日、タフ05船団を護衛して釜山へ向け大連発。7月6日、釜山着。9日、船団を護衛して舞鶴へ向け釜山発。10日、舞鶴着。以後、舞鶴で対潜掃蕩と対空戦闘を行う。
終戦時は七尾に所在。舞鶴に回航し修理を行う。8月22日、呉へ向け舞鶴発。24日、呉着。25日、呉鎮守府第一予備海防艦に定められる。

### 戦後 復員輸送
1945年10月5日、復員輸送に使用するため除籍され、帝国艦船特別輸送艦と呼称。15日、呉で砲熕兵装を撤去。29日、呉を出港して呉-フィリピン-呉の航海を皮切りに復員輸送に従事。
12月1日、第二復員省の開庁に伴い、呉地方復員局所管の特別輸送艦に定められる。20日、艦名を海第十四号と呼称。
1947年2月1日、所管を横須賀地方復員局に改められる。3月10日、特別保管艦に指定され、横須賀特別保管艦艇第六保管群に配される。
7月1日、中華民国に対する賠償艦第一次引渡しのため佐世保を出港。7月6日、海第十四号は特別輸送艦の定めを解かれ、上海で中華民国に引き渡された。

### 中華民国海軍/中国人民解放軍海軍
中華民国に引き渡し時は接5号と仮称。艦の状態が悪く上海に繋留されたままとなった。国共内戦で上海が陥落した際に本艦は人民解放軍に鹵獲された。その後ソ連製の武装を装備して護衛艦となり、武昌(Wu-Chang)（215）と命名され東海艦隊に編入された。
1954年の国共衝突では、披山や大陳海域を行動。1955年の一江山島上陸作戦では同島に対して艦砲射撃を行った。
1982年、除籍された。

## 第十四号海防艦長/海第十四号艦長
艤装員長
1. （兼）石川六雄 少佐：1944年2月15日 - 1944年3月1日（本職：第十二号海防艦艤装員長）
2. 田邊晃 少佐：1944年3月1日 - 1944年3月27日

海防艦長/艦長
1. 田邊晃 少佐[注釈 5]/第二復員官：海防艦長 1944年3月27日 - 艦長 1945年12月20日 -
2. 横地鑑也 第二復員官/第二復員事務官/復員事務官：1946年1月10日 - 1946年10月30日
3. 大蝶浩志 復員事務官：1946年10月30日 -
4. （臨時）有留喜郎 復員事務官：1947年6月1日 - 1947年7月6日[注釈 6]（本職：海第四十八号航海長）